# Idolsberg
Idolsberg ist eine Ortschaft und eine Katastralgemeinde der Marktgemeinde Krumau am Kamp im Bezirk Krems in Niederösterreich. Die Ortschaft hat 126 Einwohner (Stand 1. Jänner 2024). Bis Ende 1971 war Idolsberg eine eigenständige Gemeinde.

## Geografie
Das südlich über dem Kamp gelegene, unregelmäßig angelegte Dorf entstand um einen mittelalterlichen Ansitz. Durch den Ort führt die Gföhler Straße. Zur Ortschaft zählt weiters die Seesiedlung, eine Wochenendsiedlung am Thurnberger Stausee.

## Geschichte
Der Ansitz wurde von Ortholphus de Idolsperge und vom 1168 genannten Bruno de Zidolfsperg, genutzt.
Laut Adressbuch von Österreich waren im Jahr 1938 in der Ortsgemeinde Idolsberg ein Arzt, zwei Fleischer, zwei Gastwirte, ein Gemischtwarenhändler, ein Schneider, ein Schuster und eine Gutsverwaltung ansässig.
Mit 1. Jänner 1972 wurden im Zuge der Niederösterreichischen Kommunalstrukturverbesserung die bis dahin selbständigen Gemeinden Idolsberg und Tiefenbach nach Krumau am Kamp  eingemeindet.